# Vaartijdenboek

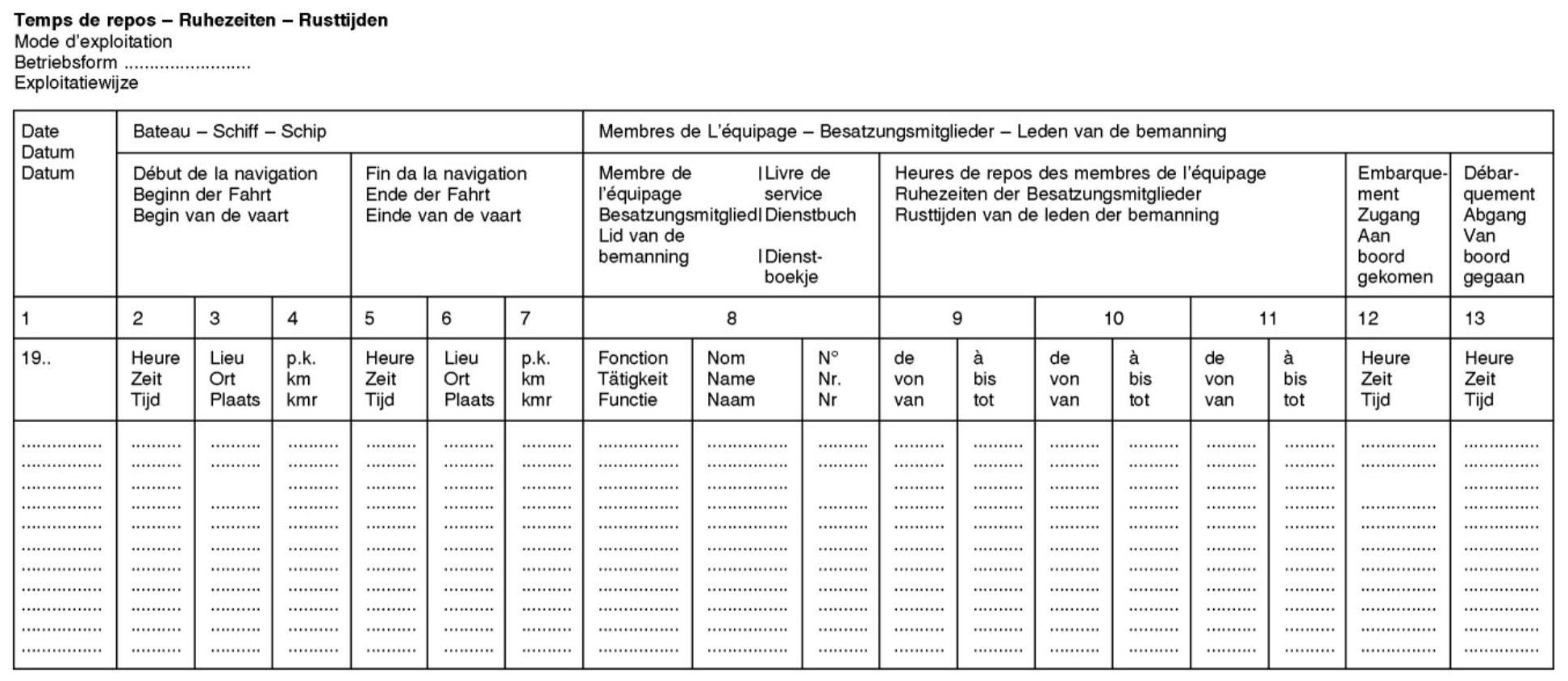
Bladzijde van het vaartijdenboek

Het vaartijdenboek is een verplicht document voor elk binnenschip of ander vaartuig, met uitzondering van veerponten en veerboten, dat bedrijfsmatig en zelfstandig op het binnenwater van Nederland of België vaart. In het vaartijdenboek moeten onder andere de vaar- en rusttijden, het aantal bemanningsleden en hun functie worden genoteerd. Hiervoor is de gezagvoerder verantwoordelijk. Bij het vaartijdenboek hoort een verklaring van afgifte vaartijdenboek.

## Geschiedenis
Het vaartijdenboek is ingesteld in het verlengde van de Rijtijdenwet 1936, die in Nederland voor het wegverkeer werd ingevoerd. In Europees verband werd geopperd om ook de vaar- en rusttijden voor het vervoer over water te regelen. Dit resulteerde in het eerste nationale vaar- en rusttijdenboek, blauw van kleur. In 1988 is een nieuw vaartijdenboek, rood van kleur, van kracht geworden.

## Wettelijke basis
- Nederland:
  - Wet vaartijden en bemanningssterkte binnenvaart (WVBB), die per 30 december 2008 wordt vervangen door de Binnenvaartwet.
- België: Met ingang van 1 juli 2007
  - KB van 9 maart 2007, Belgisch Staatsblad van 16 maart 2007: Voorschriften voor de bemanning van binnenschepen op de scheepvaartwegen van het Koninkrijk.
- Internationaal:
  - Reglement onderzoek schepen op de Rijn (ROSR). Het maakt niet uit welke nationaliteit het schip voert. Er zijn ontheffingen en vrijstellingen mogelijk.

## Gebruik
Het gebruik van het boek is ingesteld om oververmoeidheid en concentratiegebrek van de bemanning tegen te gaan en is daarmee een sociale regeling voor de Rijn- en binnenvaart. Het dient ervoor de arbeidsbescherming aan boord van de schepen en de veiligheid van de vaart zo veel mogelijk te waarborgen. Daarom zijn er wettelijk eisen gesteld aan het aantal uren dat bemanningsleden maximaal mogen werken en minimaal moeten rusten. Deze zijn afhankelijk van de exploitatiewijze van het schip. In een aantal gevallen is een tachograaf voorgeschreven als ondersteuning, maar in beperktere mate dan de Rijtijdenwet 1936. Ook de samenstelling van de bemanning wordt hierin geregeld.

## Controles
Met het vaartijdenboek kunnen de dienstboekjes worden gecontroleerd. Een dienstboekje is een op naam gesteld document voor bemanningsleden van een professioneel varend binnenschip. Buiten de gezagvoerder moet elk lid van de bemanning van zowel een Nederlands als tegenwoordig ook een Belgisch binnenschip in het bezit zijn van een op naam gesteld dienstboekje. De verplichting ging voor bemanningsleden van Belgische binnenschepen in per 1 juli 2008. Het dienstboekje dient voor personen die een patent of vaarbewijs willen verkrijgen ook voor het aantonen van vaartijd en scheepsreizen op de Rijn en op andere vaarwegen.

## Verkrijgbaarheid
Naast een aanvraagformulier is een van de volgende documenten nodig: 
- (voorlopig) Certificaat van Onderzoek schepen op de Rijn of
- (voorlopig) Communautair Certificaat voor Binnenschepen of
- (voorlopig) Certificaat van Deugdelijkheid of
- meetbrief indien het schip niet certificaatplichtig is.

Voor schepen met een certificaat van onderzoek schepen op de Rijn geldt dat het eerste vaartijdenboek en de verklaring van afgifte moeten worden aangevraagd bij de Commissie van Deskundigen voor de Rijnvaart die het certificaat van onderzoek aan het schip heeft uitgereikt. Het volgende vaartijdenboek kan door de nationale instanties worden verstrekt. Zij mogen echter alleen tegen overlegging van het voorgaande vaartijdenboek worden afgegeven. Het voorgaande vaartijdenboek moet van de onuitwisbare aantekening "ongeldig" worden voorzien en dient aan de schipper te worden teruggegeven. Bij een nieuw vervolg vaartijdenboek moet het oude volle en ongeldig verklaarde vaartijdenboek gedurende zes maanden na de laatste aantekening ter controle aan boord worden bewaard.
- Elk volgende vaartijdenboek is in Nederland te verkrijgen bij de Stichting Afvalstoffen & Vaardocumenten Binnenvaart (SAB) te Rotterdam.
- In België bij de Binnenvaartloketten van Antwerpen en Luik

## Verklaring van afgifte vaartijdenboek
Een verklaring van afgifte vaartijdenboek is een registratiekaart die hoort bij het vaartijdenboek. Als het boek vol is, kan er een nieuw worden aangevraagd, dat wordt voorzien van een vervolgnummer. Op deze registratiekaart staat hoeveel vaartijdenboeken er in de afgelopen jaren voor het schip zijn afgegeven. 

## Uitvoering
Een vaartijdenboek omvat 200 bladzijden, genummerd van 1 tot en met 200. De aantekeningen in dit boek dienen met inkt en duidelijk leesbaar (bijvoorbeeld in drukletters) te worden aangebracht.  Naam van het schip: ...... Officieel scheepsnummer: ......

## Aantekeningen in het vaartijdenboek
De aantekeningen die de schipper in dit vaartijdenboek moet aanbrengen dienen te voldoen aan het Reglement onderzoek schepen op de Rijn. Daaraan wordt geacht te zijn voldaan, wanneer de aantekeningen het tijdvak van 48 uur bestrijken dat onmiddellijk voorafgaat aan het binnenvaren van het toepassingsgebied van het Reglement onderzoek schepen op de Rijn.
De functies van de bemanningsleden kunnen als volgt worden aangeduid:
- Cd-Sch 	 = Conducteur-Schiffsführer-Schipper
- Ti-St  	 = Timonier-Steuermann-Stuurman
- mMt-Bm-vMt 	 = Maître-matelot-Bootsmann-Volmatroos
- Mm  	 = Matelot garde-moteur-Matrose-Motorwart-Matroos-motordrijver
- Mt  	 = Matelot-Matrose-Matroos
- Hp-Dm  	 = Homme de pont-Decksmann-Deksman
- Ms-Sj  	 = Mousse-Schiffsjunge-Scheepsjongen
- Mc  	 = Mecanicien-Maschinist-Machinist

Op iedere bladzijde dient het volgende te worden aangetekend: 
- de exploitatiewijze (aantekeningen in verband met een wijziging van exploitatiewijze dienen steeds op een nieuwe bladzijde te worden aangebracht)
- zodra het schip de vaart begint:

1e kolom- de datum (dag en maand)
2e kolom - de tijd (uur en minuten)
3e kolom - de plaats waar de vaart begint
4e kolom - de kilometerraai van die plaats
- zodra het schip de vaart onderbreekt:

1e kolom - de datum (dag en maand) indien deze afwijkt van de begindatum
5e kolom - de tijd (uur en minuten)
6e kolom - de plaats waar het schip stilligt
7e kolom - de kilometerraai van die plaats
- zodra het schip de vaart voortzet: dezelfde aantekeningen als bij het begin van de vaart
- zodra het schip de vaart beëindigt: dezelfde aantekeningen als bij een onderbreking van de vaart
- de 8e kolom moet worden ingevuld wanneer de bemanning voor de eerste keer aan boord komt en vervolgens telkens wanneer deze van samenstelling verandert
- in de kolommen 9 t/m 11 moet het begin en het einde van de rusttijd van elk bemanningslid worden aangetekend. Deze aantekeningen dienen uiterlijk om 08 uur de volgende ochtend te worden aangebracht. Ingeval de bemanningsleden hun rust nemen volgens een regelmatig rooster, kan per reis met één schema worden volstaan
- in de kolommen 12 en 13 moet bij wisseling van de bemanning telkens het tijdstip van aan boord komen of van boord gaan worden vermeld

## Sancties
Overtreding van de bemanningsvoorschriften van het Reglement onderzoek schepen op de Rijn is strafbaar. Hetzelfde geldt voor het niet bijhouden, dan wel het niet volgens de voorschriften bijhouden van het vaartijdenboek. In het boek wordt deze notitie gevolgd door de van kracht zijnde tekst van hoofdstuk 23 van het Reglement onderzoek schepen op de Rijn in de drie talen.

## Uitzondering in Nederland
- Het vaartijdenboek is niet vereist met betrekking tot veerboten, veerponten en open rondvaartboten.
- De gezagvoerder van een veerboot of een veerpont, onderscheidenlijk van een open rondvaartboot draagt er zorg voor dat aan boord een scheepsjournaal aanwezig is, onderscheidenlijk ten kantore een scheepsjournaal aanwezig is, waarin de volgende gegevens worden vermeld:

1. de naam van het schip;
2. het begin en einde van de veerdienst van het schip;
3. het merk van de teboekstelling of het officiële scheepsnummer;
4. de leden van de bemanning bij het begin van de dagelijkse veerdienst van het schip met vermelding van naam en functie, en vervolgens telkens wanneer deze van samenstelling verandert.[1]